# Louis Coignard (peintre)
Pour les articles homonymes, voir Louis Coignard.
 (juin 2013).
Si vous disposez d'ouvrages ou d'articles de référence ou si vous connaissez des sites web de qualité traitant du thème abordé ici, merci de compléter l'article en donnant les références utiles à sa vérifiabilité et en les liant à la section « Notes et références ».
Louis Coignard, né le 4 septembre 1812 à Mayenne, mort le 20 novembre 1880 à Paris, est un peintre français

## Biographie
Louis Coignard est le fils d'Élisabeth Sigoigne, fille cadette d'une grande famille bourgeoise de la Mayenne et d'Aimé Coignard, un bourgeois de Mayenne ayant acheté des biens nationaux. Ses parents le destinent au notariat mais le jeune garçon ne se passionne que pour la peinture.
Il va étudier à Paris dans l'atelier de François Édouard Picot. Il aborde plusieurs genres picturaux mais se spécialise dans le paysage. Coignard débute au Salon de 1838. Edmond About écrit son éloge. Il obtient une 3e médaille en 1846, une 1re en 1848 et une mention en 1855. Tout en travaillant à Paris, ses œuvres sont prisées de la bourgeoisie de la Mayenne et de la Sarthe.

## Œuvres

### Collections publiques
- Chartres, musée des Beaux-Arts :
  - Paysage avec animaux. Effet d'orage, toile, 25 × 40 cm, acquisition en 1858[2].

### Œuvres non localisées
- Marie dans le désert 1838 ;
- Petit Pêcheur au bord de la mer, Jésus Christ et disciples d'Emmaüs, le Sommeil, le Soir dans la forêt (1842-1845) ;
- Vaches sur la lisière d'un bois (1846) ;
- Combat de taureaux (1847) ;
- L'Abreuvoir effet du matin (1848) ;
- La Gardeuse de  vaches', le Bal', les Soins de la fermière, le repos du matin, le Chêne de Henri IV (1849-1853), acquis par l'État ;
- Un Pâturage en Hollande, Vallée du Maine, à l'Exposition universelle de 1855.